# Ляга (Ярославская область)
Ляга — деревня Огарковского сельского поселения Рыбинского района Ярославской области .
Деревня расположена непосредственно на федеральной автомобильной дороге Р104 на участке Рыбинск-Пошехонье. Ближайшая деревня в сторону Рыбинска - Милюшино, в сторону Пошехонья — Роканово. Между Милюшино и деревней Ляга в северо-западном направлении протекает река Воля, впадающая в Рыбинское водохранилище, берег которого находится к западу от Ляга, на расстоянии около 1 км. Деревня имеет основную улицу, ориентированную вдоль дороги. Между деревней и волжским берегом расположена деревня Костино. На юго-восток от деревни Ляга, вверх по реке Воля стоит деревня Большое Погорелово .
Деревня Ляга обозначена на плане Генерального межевания Рыбинского уезда 1792 года.   
На 1 января 2007 года в деревне числилось 29 постоянных жителей . Почтовое отделение, расположенное в Милюшино, обслуживает в деревне 33 дома .